# 陆天娜
柯尔丝滕·伊丽莎白·吉利布兰德（英語：Kirsten Elizabeth Gillibrand；1966年12月9日—），婚前姓拉特尼克（Rutnik），漢名陆天娜，是美国纽约州民主党籍的联邦参议员。

## 政治生涯
2006年，当选纽约州众议员席位，并于2008年成功连任。2009年1月23日，州长戴维·帕特森任命她为联邦参议员，接替担任美国国务卿、辭去议席的希拉里·罗德姆·克林顿，陆天娜的众议员议席则经过特别选举后由同为民主党人的斯科特·墨菲继任。陆天娜是第二位担任纽约州联邦参议员的女性。此前，她曾两度被选为紐約州联邦众议员。 於擔任眾議員期間，陸天娜曾為保守派民主黨組織「藍狗聯盟」的重要成員。但進入參議院後，她轉而成為自由派的代表人物。 2019年1月16日，她宣布参加2020年美国总统大选；同年6月，宣布全國大麻合法化的競選政綱；同年8月底退选。

## 軼事
陸天娜在大学時期主修亞洲研究、通曉中文，直到現在依然會使用漢語。另外，陸天娜曾在臺中、香港和北京居住過。